# Hernán Leigh
Hernán Alfredo Leigh Guzmán (Santiago, 15 de enero de 1918-febrero de 2006) fue un abogado y político chileno, miembro del Partido Radical (PR).

## Biografía
Nació en Santiago, el 15 de enero de 1918; hijo de Hernán Leigh Bañados y Laura Guzmán Cea. Fue hermano de Gustavo Leigh, Comandante en jefe de la Fuerza Aérea de Chile y miembro de la Junta de Gobierno de Chile.
Se casó en Santiago, el 21 de agosto de 1948, con Alicia Sánchez Aspée.
Estudió en el Liceo Lastarria; luego ingresó a la Facultad de Derecho de la Universidad de Chile; juró como abogado el 6 de junio de 1946; su tesis se tituló “Algunas características de la producción en Chile”.
Se desempeñó como secretario privado del presidente de la República, don Pedro Aguirre Cerda, entre los años 1938 y 1941. Fue Oficial de la Corte de Apelaciones de Santiago, desde 1940 a 1941. Ese mismo año fue funcionario del ministerio de Relaciones Exteriores. Nombrado cónsul en Mendoza, Argentina, entre 1943 y 1945. Secretario abogado de la Presidencia de la República en 1946. Al año siguiente, secretario general del Instituto de Economía Agrícola; posteriormente, abogado de la fiscalía de la misma institución. En 1951, fue abogado de la Municipalidad de San José de Maipo. Fue redactor y editorialista político del diario “La Hora”.
Militó en el Partido Radical; fue delegado de su curso ante el Centro de Derecho; delegado ante la Federación de Estudiantes de la Universidad de Chile (FECH). Presidente de la Juventud Radical de Providencia; secretario general del Consejo General de Santiago; delegado ante el Consejo General por la provincia de Valdivia.
En las elecciones parlamentarias de 1961 fue elegido diputado por la Séptima Agrupación Departamental "Santiago", Tercer Distrito, periodo 1961 a 1965; integró la Comisión Permanente de Constitución, Legislación y Justicia, la Comisión Especial Central Única de Trabajadores, CUT, 1961; Especial de Deportes y Educación Física, 1961; Especial Investigadora del Accidente de Línea Aérea Nacional, LAN, 1961-1962; Comisión Interparlamentaria, 1961- 1962; Especial del Dólar, 1962; Gobierno Interior, 1962 y 1963-1964; Especial Investigadora de los Decretos del Ministerio de Economía, sobre Internación de Vehículos Armados en Arica, 1963; Especial de la Industria Automotriz de Arica, 1963 y 1963-1964.
Entre las mociones presentadas, junto con otros parlamentarios, y que se convirtieron en leyes de la República, destacan la expropiación de inmuebles para la construcción del edificio del Liceo de Niñas N° 13 de Providencia, Santiago; Ley N°15.074 del 20 de diciembre de 1962, y la entrega de recursos para el Comité Olímpico del Consejo Nacional de Deportes; Ley N°15.019 de 5 de diciembre de 1962.
Socio del Club Deportivo de la Universidad de Chile.
Murió en febrero del año 2006.